# Chinesischer Jugendverlag
Der Chinesische Jugendverlag (chinesisch 中國青年出版社 / 中国青年出版社, Pinyin Zhōngguó Qīngnián Chūbǎnshè, englisch China Youth Publishers) ist ein Verlag in Peking, Volksrepublik China, der 1950 gegründet wurde. Er steht direkt unter der Führung des Kommunistischen Jugendverbandes Chinas, der Jugendorganisation der Kommunistischen Partei Chinas (KPCh).

## Publikationen (Auswahl)
- Liu Qing (1916–1978): Chuangye shi, 1960
- Xiao San (Hrsg.): Geming lieshi shichao, (Gedichte der Märtyrer), 1962 (zuerst 1959)
- Luo Guangbin, Yang Yiyan: Hongyan (Roter Fels), 1964
- Xiao San (Hrsg.): Geming lieshi shichao xubian (Gedichte der Märtyrer, Fortsetzung), 1982
- Chang’an luan, 2004